# 水竹坑
水竹坑，又名竹溪村，是中华人民共和国安徽省黄山市歙县东部杞梓里镇下辖的一个村。距县城45公里，毗邻绩溪县。因水竹多而得名。
这是一个位于皖南山区的传统村落，地处万山丛中的山间小盆地，周围吴楚山、七姑尖、香炉峰等环绕，海拔260米。华源河、蔡水在此交汇。面积24平方公里，常住人口1324人，其中柯姓家庭800人。

## 历史
新安柯氏始祖为北宋淳化年间的礼部尚书柯颖柯颖（934-1001），自池州迁入。其长子柯海、次子柯渊衍生为后岸（绩溪）、郡城（歙县）二大派系。前者又衍成歙东谷川（大谷运）和绩溪县瑞川支派。
南宋绍定四年（1231年），郡城派后裔、新安柯氏第十五世柯正三，善经商，为避金、元兵乱，自歙城迁居歙南竹溪花桥头（今关爷庙、社庙一带），即蔡水河、华源河的交汇处，为竹溪柯氏始迁祖。其子柯六禄为竹溪柯氏之肇基祖，因花桥头地狭，北风大不宜居，自花桥头溯蔡水而上一里许，觅得现址风水极佳，开始村庄建设，“栽松枫以塞村口祥凝水竹之间，建花桥以壮山川秀擢椒瓜之盛，鸿基肇拓燕翼贻谋”。
2019年6月6日，水竹坑村被列入第五批中国传统村落名录。。

## 文物保护单位
竹溪村境内拥有吴氏节烈坊、周氏节烈坊、王氏贞烈坊、柯庆施故居、歙县方氏宗祠等文物保护单位，其中省保1处，县保4处：
| 编号               | 名称                 | 年代               | 地址                     | 分类               | 图片               | 公布               |                    |
| 安徽省文物保护单位 | 安徽省文物保护单位   | 安徽省文物保护单位 | 安徽省文物保护单位       | 安徽省文物保护单位 | 安徽省文物保护单位 | 安徽省文物保护单位 | 安徽省文物保护单位 |
| ------------------ | -------------------- | ------------------ | ------------------------ | ------------------ | ------------------ | ------------------ | ------------------ |
| 8-145              | 柯氏宅（柯庆施故居） | 清                 | 杞梓里镇竹溪村（水竹坑） | 古建筑             |                    |                    |                    |
| 歙县文物保护单位   |                      |                    |                          |                    |                    |                    |                    |
|                    | 王氏贞烈坊           |                    | 杞梓里镇竹溪村           |                    |                    |                    |                    |
|                    | 周氏节烈坊           |                    | 杞梓里镇竹溪村           |                    |                    |                    |                    |
|                    | 吴氏节烈坊           |                    | 杞梓里镇竹溪村           |                    |                    |                    |                    |
|                    | 竹溪水口             |                    | 杞梓里镇竹溪村（水竹坑） |                    |                    | 2021年             |                    |

## 名人
- 柯庆施（1902-1965），谱名柯尚惠。南京市委书记、江苏省委书记，上海市委书记，国务院副总理。